# Leuchtturm Helgoland Düne
Der Leuchtturm Helgoland Düne wurde 1936 auf der Helgoländer Düne erbaut. Er bezeichnet das Fahrwasser zur Helgoländer Reede und den Helgoländer Häfen. Für den Betrieb ist das Wasserstraßen- und Schifffahrtsamt Elbe-Nordsee verantwortlich.

## Geschichte
Belegt seit 1663 unterhielten Hamburger Kaufleute eine Kohleblüse auf der damals noch mit Helgoland verbundenen Düne, ein weiteres Feuer im Süden der Düne wurde 1656 errichtet und Kapen-Feuer genannt.
Das Auseinanderbrechen von Helgoland und der Düne zerstörte 1720 beide Feuer. Ungefähr 1762 errichteten deutsche Reeder zwei Tagessichtbaken auf dem Hog-Stan Sand und auf dem Steingrund. Ein Beschluss der ersten europäischen Seezeichenkonferenz von 1926 führte 1936 zum Bau des heutigen Leuchtturms.

## Beschreibung

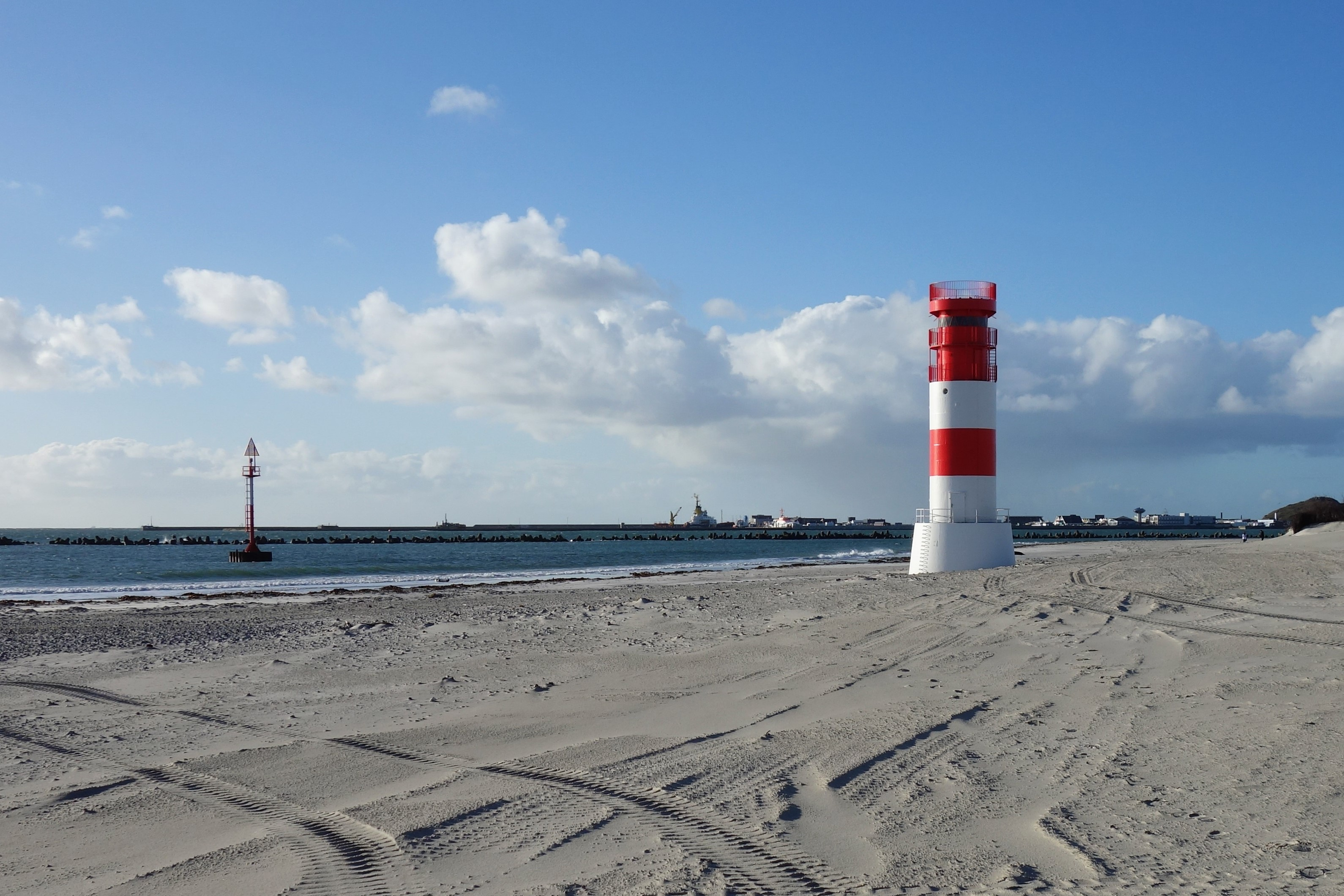
Leuchtturm und Unterfeuer

In den Jahren 1906–1907 kam die Isselburger Hütte über den Bau von Leuchttürmen zu einiger Berühmtheit: So entstanden unter anderem wesentlichen Bauteile (gusseiserne Tübbinge) für die drei annähernd baugleichen Leuchttürme Westerheversand, Pellworm und Hörnum auf Sylt.
Der 20,1 Meter hohe Turm war der letzte in der langen Serie von Leuchttürmen, die in Deutschland aus vorgefertigten Stahlelementen in der Isselburger Hütte errichtet wurden. Der Turm trägt das Oberfeuer für die südliche Zufahrt und das Leitfeuer für die nordwestliche Zufahrt zu den Helgoländer Hafenanlagen.
Das Unterfeuer ist ein 10 Meter hoher Stahlrohrmast, etwa 120 Meter südlich des Leuchtturms im Watt.
Beide Leuchtfeuer wurden bereits mehrfach konserviert, zuletzt im Juni 2007.